# 紅翅䳍屬
红翅䳍属（学名：Rhynchotus）是䳍形目䳍科的一个属，包含以下2个物种：
- 红翅䳍 Rhynchotus rufescens
- 哨音红翅䳍 Rhynchotus maculicollis